# Centre de situation et du renseignement de l'Union européenne
Le Centre de situation et du renseignement de l’Union européenne, ou l'Intcen est l'agence de renseignement du Service européen pour l'action extérieure (SEAE) de l'Union européenne, placé sous l'autorité du haut représentant de l'Union pour les affaires étrangères et la politique de sécurité.

## Mission
La mission de l'Intcen de l'Union européenne est de fournir des analyses de renseignement, des alertes rapides et une connaissance de la situation au haut représentant de l’Union européenne et au Service européen pour l’action extérieure, aux différents organes de décision de l’UE dans les domaines de la politique étrangère et de sécurité commune (PESC) et de la politique de sécurité et de défense commune (PSDC) et de la lutte contre le terrorisme, ainsi qu’aux États membres de l’UE.
L'Intcen y parvient en surveillant et en évaluant les événements internationaux, en se concentrant en particulier sur les zones géographiques sensibles, le terrorisme et la prolifération des armes de destruction massive et d’autres menaces mondiales.

## Histoire
L'Intcen est issue de la politique européenne de sécurité et de défense (PESC) de 1999, qui a placé un groupe d’analystes travaillant sur le renseignement sous la supervision du haut représentant Javier Solana dans ce qu’on appelait alors le Centre commun de situation (SITCEN). À la suite des attaques terroristes du 11 septembre 2001 contre New York et Washington, Solana a décidé d’utiliser le Centre conjoint de situation existant pour commencer à produire des évaluations classifiées fondées sur le renseignement.
En 2002, le Centre commun de situation (Sitcen) a commencé à être un forum d’échange d’informations sensibles entre les services de renseignement extérieurs de France, d’Allemagne, d’Italie, des Pays-Bas, d’Espagne, de Suède et du Royaume-Uni. À cette époque, les missions du Centre étaient :
- de contribuer à l’alerte en amont (en collaboration avec d’autres membres du personnel militaire du Conseil de l'Union européenne) ;

- d'effectuer le suivi et l’évaluation de la situation ;

- de fournir des installations pour le groupe de travail sur les crises ;

- de fournir un point de contact opérationnel pour le haut représentant.

À la demande de Javier Solana, le Conseil de l’Union européenne a décidé en juin 2004 d’établir au sein du Sitcen une cellule antiterroriste. Cette cellule a été chargée de produire des analyses du renseignement antiterroriste avec le soutien des services de sécurité des États membres.
Depuis 2005, le Sitcen a généralement utilisé le nom de centre de situation de l’Union européenne. 
Le 18 mars 2012, il a été officiellement renommé Centre de situation et du renseignement de l’Union européenne (Intcen). Il a pris son nom actuel en 2015. Depuis janvier 2011, l’Intcen de l’Union européenne fait partie du Service européen pour l’action extérieure sous l’autorité du haut représentant de l’Union européenne.

### Rôle de commandement et de contrôle des missions
La structure de commandement et de contrôle (C2) de l'Union européenne, telle qu'elle est dirigée par des organes politiques composés de représentants des États membres et nécessitant généralement des décisions unanimes, depuis avril 2019 :
Liaison :  Conseils et des recommandations  Soutien et suivi  Travaux préparatoires 
| Niveau politique stratégique :         |                |                |                |                |                |  |  |                         |                         |                         |                         |                         |                         |  |  |                                                              |                                                              |                                                              |                                                              |                                                              |                                                              |  |  |                                          |                                          |                                          |                                          |                                          |                                          |                        |                        |                        |                        |
| EU ISS (IESUE)                         | EU ISS (IESUE) | EU ISS (IESUE) | EU ISS (IESUE) | EU ISS (IESUE) | EU ISS (IESUE) |  |  |                         |                         |                         |                         |                         |                         |  |  | Président du Conseil européen                                | Président du Conseil européen                                | Président du Conseil européen                                | Président du Conseil européen                                | Président du Conseil européen                                | Président du Conseil européen                                |  |  |                                          |                                          |                                          |                                          | Chaîne de commandement                   | Chaîne de commandement                   | Chaîne de commandement | Chaîne de commandement | Chaîne de commandement | Chaîne de commandement |
| EU ISS (IESUE)                         | EU ISS (IESUE) | EU ISS (IESUE) | EU ISS (IESUE) | EU ISS (IESUE) | EU ISS (IESUE) |  |  |                         |                         |                         |                         |                         |                         |  |  | Président du Conseil européen                                | Président du Conseil européen                                | Président du Conseil européen                                | Président du Conseil européen                                | Président du Conseil européen                                | Président du Conseil européen                                |  |  |                                          |                                          |                                          |                                          | Chaîne de commandement                   | Chaîne de commandement                   | Chaîne de commandement | Chaîne de commandement | Chaîne de commandement | Chaîne de commandement |
|                                        |                |                |                |                |                |  |  |                         |                         |                         |                         |                         |                         |  |  |                                                              |                                                              |                                                              |                                                              |                                                              |                                                              |  |  |                                          |                                          |                                          |                                          | Coordination / support                   |                                          |                        |                        |                        |                        |
|                                        |                |                |                |                |                |  |  |                         |                         |                         |                         |                         |                         |  |  |                                                              |                                                              |                                                              |                                                              |                                                              |                                                              |  |  |                                          |                                          |                                          |                                          |                                          |                                          |                        |                        |                        |                        |
| SatCen (CSUE)                          | SatCen (CSUE)  | SatCen (CSUE)  | SatCen (CSUE)  | SatCen (CSUE)  | SatCen (CSUE)  |  |  | CIVCOM                  | CIVCOM                  | CIVCOM                  | CIVCOM                  | CIVCOM                  | CIVCOM                  |  |  | Haut représentant (CAE)                                      | Haut représentant (CAE)                                      | Haut représentant (CAE)                                      | Haut représentant (CAE)                                      | Haut représentant (CAE)                                      | Haut représentant (CAE)                                      |  |  |                                          |                                          |                                          |                                          |                                          |                                          |                        |                        |                        |                        |
| SatCen (CSUE)                          | SatCen (CSUE)  | SatCen (CSUE)  | SatCen (CSUE)  | SatCen (CSUE)  | SatCen (CSUE)  |  |  | CIVCOM                  | CIVCOM                  | CIVCOM                  | CIVCOM                  | CIVCOM                  | CIVCOM                  |  |  | Haut représentant (CAE)                                      | Haut représentant (CAE)                                      | Haut représentant (CAE)                                      | Haut représentant (CAE)                                      | Haut représentant (CAE)                                      | Haut représentant (CAE)                                      |  |  |                                          |                                          |                                          |                                          |                                          |                                          |                        |                        |                        |                        |
|                                        |                |                |                |                |                |  |  |                         |                         |                         |                         |                         |                         |  |  |                                                              |                                                              |                                                              |                                                              |                                                              |                                                              |  |  |                                          |                                          |                                          |                                          |                                          |                                          |                        |                        |                        |                        |
| IntCen                                 | IntCen         | IntCen         | IntCen         | IntCen         | IntCen         |  |  | Haut représentant (GPM) | Haut représentant (GPM) | Haut représentant (GPM) | Haut représentant (GPM) | Haut représentant (GPM) | Haut représentant (GPM) |  |  | Haut représentant (CoPS) (******)                            | Haut représentant (CoPS) (******)                            | Haut représentant (CoPS) (******)                            | Haut représentant (CoPS) (******)                            | Haut représentant (CoPS) (******)                            | Haut représentant (CoPS) (******)                            |  |  | Président du EUMC                        | Président du EUMC                        | Président du EUMC                        | Président du EUMC                        | Président du EUMC                        | Président du EUMC                        |                        |                        |                        |                        |
| IntCen                                 | IntCen         | IntCen         | IntCen         | IntCen         | IntCen         |  |  |                         | Haut représentant (GPM) | Haut représentant (GPM) | Haut représentant (GPM) | Haut représentant (GPM) | Haut représentant (GPM) |  |  | Haut représentant (CoPS) (******)                            | Haut représentant (CoPS) (******)                            | Haut représentant (CoPS) (******)                            | Haut représentant (CoPS) (******)                            | Haut représentant (CoPS) (******)                            | Haut représentant (CoPS) (******)                            |  |  | Président du EUMC                        | Président du EUMC                        | Président du EUMC                        | Président du EUMC                        | Président du EUMC                        | Président du EUMC                        |                        |                        |                        |                        |
|                                        |                |                |                |                |                |  |  |                         |                         |                         |                         |                         |                         |  |  |                                                              |                                                              |                                                              |                                                              |                                                              |                                                              |  |  |                                          |                                          |                                          |                                          |                                          |                                          |                        |                        |                        |                        |
| CMPD                                   | CMPD           | CMPD           | CMPD           | CMPD           | CMPD           |  |  |                         |                         |                         |                         |                         |                         |  |  |                                                              |                                                              |                                                              |                                                              |                                                              |                                                              |  |  | Directeur général de l'EMUE (***)        | Directeur général de l'EMUE (***)        | Directeur général de l'EMUE (***)        | Directeur général de l'EMUE (***)        | Directeur général de l'EMUE (***)        | Directeur général de l'EMUE (***)        |                        |                        |                        |                        |
| CMPD                                   | CMPD           | CMPD           | CMPD           | CMPD           | CMPD           |  |  |                         |                         |                         |                         |                         |                         |  |  |                                                              |                                                              |                                                              |                                                              |                                                              |                                                              |  |  | Directeur général de l'EMUE (***)        | Directeur général de l'EMUE (***)        | Directeur général de l'EMUE (***)        | Directeur général de l'EMUE (***)        | Directeur général de l'EMUE (***)        | Directeur général de l'EMUE (***)        |                        |                        |                        |                        |
| Niveau stratégique militaire / civil : |                |                |                |                |                |  |  |                         |                         |                         |                         |                         |                         |  |  |                                                              |                                                              |                                                              |                                                              |                                                              |                                                              |  |  |                                          |                                          |                                          |                                          |                                          |                                          |                        |                        |                        |                        |
|                                        |                |                |                |                |                |  |  |                         |                         |                         |                         |                         |                         |  |  |                                                              |                                                              |                                                              |                                                              |                                                              |                                                              |  |  |                                          |                                          |                                          |                                          |                                          |                                          |                        |                        |                        |                        |
|                                        |                |                |                |                |                |  |  | Dir. MPCC (***) (MPCC)  | Dir. MPCC (***) (MPCC)  | Dir. MPCC (***) (MPCC)  | Dir. MPCC (***) (MPCC)  | Dir. MPCC (***) (MPCC)  | Dir. MPCC (***) (MPCC)  |  |  | Cellule commune de coordination en matière de soutien (JSCC) | Cellule commune de coordination en matière de soutien (JSCC) | Cellule commune de coordination en matière de soutien (JSCC) | Cellule commune de coordination en matière de soutien (JSCC) | Cellule commune de coordination en matière de soutien (JSCC) | Cellule commune de coordination en matière de soutien (JSCC) |  |  | Directeur du CPCC (Civ OpCdr) (CPCC) (*) | Directeur du CPCC (Civ OpCdr) (CPCC) (*) | Directeur du CPCC (Civ OpCdr) (CPCC) (*) | Directeur du CPCC (Civ OpCdr) (CPCC) (*) | Directeur du CPCC (Civ OpCdr) (CPCC) (*) | Directeur du CPCC (Civ OpCdr) (CPCC) (*) |                        |                        |                        |                        |
|                                        |                |                |                |                |                |  |  | Dir. MPCC (***) (MPCC)  | Dir. MPCC (***) (MPCC)  | Dir. MPCC (***) (MPCC)  | Dir. MPCC (***) (MPCC)  | Dir. MPCC (***) (MPCC)  | Dir. MPCC (***) (MPCC)  |  |  | Cellule commune de coordination en matière de soutien (JSCC) | Cellule commune de coordination en matière de soutien (JSCC) | Cellule commune de coordination en matière de soutien (JSCC) | Cellule commune de coordination en matière de soutien (JSCC) | Cellule commune de coordination en matière de soutien (JSCC) | Cellule commune de coordination en matière de soutien (JSCC) |  |  | Directeur du CPCC (Civ OpCdr) (CPCC) (*) | Directeur du CPCC (Civ OpCdr) (CPCC) (*) | Directeur du CPCC (Civ OpCdr) (CPCC) (*) | Directeur du CPCC (Civ OpCdr) (CPCC) (*) | Directeur du CPCC (Civ OpCdr) (CPCC) (*) | Directeur du CPCC (Civ OpCdr) (CPCC) (*) |                        |                        |                        |                        |
| Niveau opérationnel :                  |                |                |                |                |                |  |  |                         |                         |                         |                         |                         |                         |  |  |                                                              |                                                              |                                                              |                                                              |                                                              |                                                              |  |  |                                          |                                          |                                          |                                          |                                          |                                          |                        |                        |                        |                        |
|                                        |                |                |                |                |                |  |  | MF Cdr (****) (MFHQ)    | MF Cdr (****) (MFHQ)    | MF Cdr (****) (MFHQ)    | MF Cdr (****) (MFHQ)    | MF Cdr (****) (MFHQ)    | MF Cdr (****) (MFHQ)    |  |  |                                                              |                                                              |                                                              |                                                              |                                                              |                                                              |  |  | Chef de mission (*)                      | Chef de mission (*)                      | Chef de mission (*)                      | Chef de mission (*)                      | Chef de mission (*)                      | Chef de mission (*)                      |                        |                        |                        |                        |
|                                        |                |                |                |                |                |  |  | MF Cdr (****) (MFHQ)    | MF Cdr (****) (MFHQ)    | MF Cdr (****) (MFHQ)    | MF Cdr (****) (MFHQ)    | MF Cdr (****) (MFHQ)    | MF Cdr (****) (MFHQ)    |  |  |                                                              |                                                              |                                                              |                                                              |                                                              |                                                              |  |  | Chef de mission (*)                      | Chef de mission (*)                      | Chef de mission (*)                      | Chef de mission (*)                      | Chef de mission (*)                      | Chef de mission (*)                      |                        |                        |                        |                        |
| Niveau tactique :                      |                |                |                |                |                |  |  |                         |                         |                         |                         |                         |                         |  |  |                                                              |                                                              |                                                              |                                                              |                                                              |                                                              |  |  |                                          |                                          |                                          |                                          |                                          |                                          |                        |                        |                        |                        |
|                                        |                |                |                |                |                |  |  |                         |                         |                         |                         |                         |                         |  |  |                                                              |                                                              |                                                              |                                                              |                                                              |                                                              |  |  |                                          |                                          |                                          |                                          |                                          |                                          |                        |                        |                        |                        |
|                                        |                |                |                |                |                |  |  |                         |                         |                         |                         |                         |                         |  |  |                                                              |                                                              |                                                              |                                                              |                                                              |                                                              |  |  |                                          |                                          |                                          |                                          |                                          |                                          |                        |                        |                        |                        |
| CC(**) Terre                           | CC(**) Terre   | CC(**) Terre   | CC(**) Terre   | CC(**) Terre   | CC(**) Terre   |  |  | CC(**) Air              | CC(**) Air              | CC(**) Air              | CC(**) Air              | CC(**) Air              | CC(**) Air              |  |  | CC(**) Mer                                                   | CC(**) Mer                                                   | CC(**) Mer                                                   | CC(**) Mer                                                   | CC(**) Mer                                                   | CC(**) Mer                                                   |  |  | Autres CCs(**)                           | Autres CCs(**)                           | Autres CCs(**)                           | Autres CCs(**)                           | Autres CCs(**)                           | Autres CCs(**)                           |                        |                        |                        |                        |
| CC(**) Terre                           | CC(**) Terre   | CC(**) Terre   | CC(**) Terre   | CC(**) Terre   | CC(**) Terre   |  |  | CC(**) Air              | CC(**) Air              | CC(**) Air              | CC(**) Air              | CC(**) Air              | CC(**) Air              |  |  | CC(**) Mer                                                   | CC(**) Mer                                                   | CC(**) Mer                                                   | CC(**) Mer                                                   | CC(**) Mer                                                   | CC(**) Mer                                                   |  |  | Autres CCs(**)                           | Autres CCs(**)                           | Autres CCs(**)                           | Autres CCs(**)                           | Autres CCs(**)                           | Autres CCs(**)                           |                        |                        |                        |                        |
|                                        |                |                |                |                |                |  |  |                         |                         |                         |                         |                         |                         |  |  |                                                              |                                                              |                                                              |                                                              |                                                              |                                                              |  |  |                                          |                                          |                                          |                                          |                                          |                                          |                        |                        |                        |                        |
| Forces                                 | Forces         | Forces         | Forces         | Forces         | Forces         |  |  | Forces                  | Forces                  | Forces                  | Forces                  | Forces                  | Forces                  |  |  | Forces                                                       | Forces                                                       | Forces                                                       | Forces                                                       | Forces                                                       | Forces                                                       |  |  | Forces                                   | Forces                                   | Forces                                   | Forces                                   | Forces                                   | Forces                                   |                        |                        |                        |                        |
| Forces                                 | Forces         | Forces         | Forces         | Forces         | Forces         |  |  | Forces                  | Forces                  | Forces                  | Forces                  | Forces                  | Forces                  |  |  | Forces                                                       | Forces                                                       | Forces                                                       | Forces                                                       | Forces                                                       | Forces                                                       |  |  | Forces                                   | Forces                                   | Forces                                   | Forces                                   | Forces                                   | Forces                                   |                        |                        |                        |                        |

*Si une mission civile du PPSC se trouve également sur le terrain, la relation avec Capacité civile de planification et de conduite (CPCC) et son commandant des opérations civiles (Civ OpCdr), ainsi que le chef de mission subordonné (CDM), est coordonnée comme indiqué.
**Autres commandants de composante (CC) et directions des services qui peuvent être établis.
***Le MPCC fait partie de l’EMUE et le directeur du MPCC est également directeur général de l’EMUE. À moins que le MPCC ne soit utilisé comme quartier général des opérations (OHQ), un OHQ national offert par les États membres ou la structure de commandement de l’OTAN (NCS) servirait à cette fin. Dans ce dernier cas, le Commandant Suprême Adjoint des Forces Alliées en Europe (DSACEUR), plutôt que le directeur du MPCC, servirait de Commandant de l’Opération (OpCdr).
****À moins que le MPCC ne soit utilisé comme Quartier Général d’Opération (OHQ), le Commandant de la Force de Mission (MFCdr) serait connu comme Commandant de Force (FCdr), et dirigerait un Quartier Général de Force (FHQ) plutôt qu’un MFHQ. Alors que le MFHQ agirait à la fois au niveau opérationnel et tactique, le FHQ agirait uniquement au niveau opérationnel.
*****Le niveau stratégique politique ne fait pas partie de la structure C2 proprement dite, mais représente les organes politiques, avec les facilités de soutien associées, qui déterminent l’orientation générale des missions. Le Conseil de l’Union européenne détermine le rôle du haut représentant, qui est vice-président de la Commission européenne, assiste aux réunions du Conseil européen, préside le Conseil des affaires étrangères (CAE) et peut présider le Comité politique et de sécurité (CoPS) en temps de crise. Le haut représentant propose et met en œuvre les décisions PSDC.
******Même composition que le Comité des représentants permanents (COREPER) II, qui prépare également les travaux du CAE pour le CSDP.

## Directeurs
- 2001-2010 : William Shapcott
- 2011-2015 : Ilkka Salmi
- 2015-2019 : Gerhard Conrad
- 2019- 2024 : José Casimiro Morgado
- 2024-  : Daniel Markić

## Compléments